# SingStar Rocks!
O SingStar Rocks é um jogo de karaoke da PlayStation 2 publicado pela SCEE (Sony Computer Entertainment Europe) e desenvolvido também pela SCEE e pelo London Studio. É o quinto jogo da série SingStar e, tal como o SingStar original, é vendido como apenas o software do jogo, ou acompanhado com um par de microfones, um vermelho e um azul. É compatível com a câmara EyeToy, o que permitem aos jogadores verem-se a si próprios enquanto estão a cantar.

## O Jogo
O SingStar Rocks é um popular jogo de karaoke onde os jogadores cantam canções que aparecem em forma de videoclipe de forma a ganharem pontos. A interacção com a PlayStation 2 é feita através dos microfones USB, enquanto o videoclipe passa no ecrã com a letra da música a surgir em rodapé. O SingStar Rocks liga a voz do jogador à voz da canção original, concedendo pontos consoante a precisão do jogador. Geralmente, dois jogadores competem simultaneamente, embora em alguns modos do SingStar Rocks possam participar mais jogadores ou até mesmo só um jogador no modo Cantar a Solo.
Ao contrário do jogo SingStar original, o SingStar Rocks e os restantes abandonaram o modo de carreira Single Player a favor dos modos Multi Player.

### Canções

#### Versão Internacional
| Artista(s)              | Título da Canção                |
| ----------------------- | ------------------------------- |
| Bloc Party              | Banquet                         |
| Blur                    | Song 2                          |
| Bowling for Soup        | 1985                            |
| Coldplay                | Speed of Sound                  |
| Deep Purple             | Smoke On The Water              |
| Franz Ferdinand         | Do You Want To                  |
| Gwen Stefani            | What You Waiting For?           |
| Hard-Fi                 | Hard To Beat                    |
| Hole                    | Celebrity Skin                  |
| Jet                     | Are You Gonna Be My Girl?       |
| Kasabian                | Club Foot                       |
| Keane                   | Everybody's Changing            |
| Kings of Leon           | The Bucket                      |
| KT Tunstall             | Black Horse and the Cherry Tree |
| Maximo Park             | Apply Some Pressure             |
| Nirvana                 | Come as You Are                 |
| Queen                   | Don't Stop Me Now               |
| Queens of the Stone Age | Go With The Flow                |
| Razorlight              | Somewhere Else                  |
| Snow Patrol             | Run                             |
| Stereophonics           | Dakota                          |
| The Bravery             | An Honest Mistake               |
| The Cardigans           | My Favorite Game                |
| The Hives               | Hate To Say I Told You So       |
| The Killers             | Somebody Told Me                |
| The Offspring           | Self-Esteem                     |
| The Rolling Stones      | Paint It Black                  |
| The Scorpions           | Wind of Change                  |
| The Undertones          | Teenage Kicks                   |
| Thin Lizzy              | The Boys Are Back in Town       |
| The Veronicas           | 4ever                           |

#### Versão daAustráliae daNova Zelândia
| Artista(s)         | Título da Canção                   |
| ------------------ | ---------------------------------- |
| Gangajang          | Sounds Of Then (This Is Australia) |
| The Church         | Unguarded Moment                   |
| INXS               | Never Tear Us Apart                |
| Grinspoon          | Hard Act To Follow                 |
| Powderfinger       | These Days                         |
| Killing Heidi      | I Am                               |
| Powderfinger       | (Baby I’ve Got You) On My Mind     |
| Men at Work        | Down Under                         |
| The Swingers       | Counting The Beat                  |
| The Screaming Jets | Better                             |
| The Exponents      | Why Does Love Do This To Me?       |
| Dragon             | April Sun In Cuba                  |
| End of Fashion     | Oh Yeah                            |